# 귀향 (1984년 영화)
《귀향》(영어: Rhinestone)은 미국에서 제작된 밥 클라크 감독의 1984년 뮤지컬 코미디 영화이다. 실베스터 스탤론, 돌리 파턴 등이 출연하였고, 하워드 스미스 등이 제작에 참여하였다.

## 출연진
- 실베스터 스탤론
- 돌리 파턴
- 리처드 판즈워스
- 론 리브먼
- 팀 토머슨
- 리치 브링클리

## 기타 제작진
- 공동 제작: 빌 블레이크
- 미술: 로버트 F. 보일
- 편집 보조: 팀 보드, 그레고리 M. 걸릭, 리처드 캐저